# ديفيد ديفيز (سياسي أسترالي)
ديفيد ديفيز (بالإنجليزية: David Davies)‏ هو سياسي أسترالي، ولد في 1840 في المملكة المتحدة، وتوفي في 18 يونيو 1894. انتخب عضو الجمعية التشريعية فيكتوريا عن دائرة Electoral district of Grenville ‏ (1 مايو 1877 – 18 يونيو 1894).